# Aleksandra Pisula
Aleksandra Pisula (ur. 12 września 1988 w Katowicach) – polska aktorka filmowa, serialowa i teatralna.

## Życiorys
W 2014 ukończyła studia na Wydziale Aktorskim PWST w Krakowie. Współpracowała z Teatrem Polskim w Bydgoszczy, Teatrem im. Kochanowskiego w Opolu i Teatrem Ochoty w Warszawie. 
Popularność zyskała dzięki głównej roli w serialu Wojenne dziewczyny. Jest współautorką scenariusza do filmu Atak paniki, w którym zagrała jedną z głównych ról.

## Filmografia
- 2011: Julia jako pacjentka (odc. 58)
- 2016: Planeta singli jako dziewczyna Matiego
- 2016: Jestem mordercą jako kobieta na przystanku
- 2016: Bodo (serial) jako Helena Grossówna
- 2017–2022: Wojenne dziewczyny jako Marysia Joachim „Mela”
- 2017: Atak paniki jako Kamila
- 2019: Ultraviolet jako Irena Kowalczuk, córka Ludwika (odc. 14)
- 2019: Sługi wojny jako Sylwia Górska
- 2019: Ojciec Mateusz jako Monika Gil (odc. 272)
- 2019: O mnie się nie martw jako Klaudia Korycka (odc. 134)
- 2020: Wszyscy moi przyjaciele nie żyją jako Oliwia
- 2020: Stulecie Winnych jako Irena Śniegocka, żona Michała
- 2020: Osiecka jako Olga Lipińska
- 2020: Król jako Emilia Szapiro, żona Jakuba
- 2022: Herkules jako prostytutka Asia
- 2022–2023: Mój agent jako Aga Lewińska[4][5]
- 2023: Ojciec Mateusz jako Matylda Zahn (odc. 374)
- 2023: Tożsamość jako Anna
- 2023: The Office PL jako reporterka Dorota Misztal (odc. 29)
- 2024: Prosta sprawa jako żona bezimiennego (odc. 5)
- 2024: Komisarz Alex jako Ewa Wrzosek (odc. 268)
- 2024: Profilerka jako prokurator Monika Pawluk[6]
- 2024: Światłoczuła jako Matylda
- 2025: Porządny człowiek jako Magda Adamek[7]
- 2025: Seks dla opornych jako matka w hotelu
- 2025: Pan Mama jako policjantka Klaudia[8]

## Nagrody
- 2013: Wyróżnienie za rolę Anny w spektaklu "Pływalnia" na 31. Festiwalu Szkół Teatralnych w Łodzi